# Gema
Gema je droben predmet umetniško izdelan iz dragega ali poldragega kamna, vanj je z graviranim v reliefu upodobljen lik, zapis, inicialka, podoba živali, rastline in podobno. Geme se delijo glede na način upodobitve na kameje, upodobljene v pozitivu, in intalje, upodobljene v negativu. Geme so lahko dovršen estetski okras ali nakit, praktično pa so se že v antiki uporabljale kot sredstvo za pečatenje. Večinoma so geme vgrajene v prstane izdelovali iz dragih kamnov. Že v antiki je bilo izdelovanje gem zelo cenjeno rokodelstvo, saj o njem poročata Teofrast v delu O kamnih (De lapidibus) s konca 4. stoletja pr. n. št. in Plinij starejši v 37. knjigi enciklopedije naravoslovja (Naturalis Historia). Plinij navaja kar 300 imen kamnov, katere so uporabljali takratni mojstri za izdelavo gem.

## Izdelovanje gem
Kos kamna katerega so dobili v bližnji okolici ali je pripotoval iz daljne dežele, velikokrat iz male Azije, Indije, Cejlona, so najprej grobo oblikovali z brušenjem na kolesu iz peščenjaka, nato pa polirali s hematitom v prahu, kar je kamnu dajalo zelo sijoč lesk. Sledilo je vbrušenje motiva s posebnimi svedri s konicami iz bakrovih zlitin ali iz železa, namočenih v mešanico olja in abrazivnih sredstev - prah zelo trdih kamenin. Konice svedrov so imele obliko drobnega diska ali pa kroglice. Svedre so nameščali na vretena, katera so običajno poganjali z nogo ali roko.

## Zgodovina
Tehnika ima starodavno tradicijo na Bližnjem vzhodu in je zastopana v vseh ali večini zgodnjih kultur s tega območja in v civilizacijah doline Inda. Valjasti pečat, katerega zasnova se pojavi šele, ko ga povaljamo po vlažni glini, iz katere se je razvil ploščati prstan, je bil običajna oblika v Mezopotamiji, Asiriji in drugih kulturah ter se je razširil v egejski in minojski svet, vključno z deli Grčije in Cipra. Izdelani so bili iz različnih vrst kamna, ne le iz trdega kamna, zlati prstani pa so bili soroden razvoj minojskih pečatov, ki so pogosto zelo fini. Grška tradicija se je pojavila v starogrški umetnosti pod minojskim vplivom na celinsko helensko kulturo in dosegla vrhunec subtilnosti in prefinjenosti v helenističnem obdobju. Predhelenski staroegipčanski pečati imajo napise v hieroglifih in ne v slikah. Svetopisemska knjiga Exodus opisuje obliko hoshena, duhovniškega naprsnega oklepa, ki ga je nosil veliki duhovnik in ima dvanajst draguljev z vgraviranimi imeni dvanajstih izraelskih plemen.
Okrogle ali ovalne grške dragulje (skupaj s podobnimi predmeti iz kosti in slonovine) najdemo iz 8. in 7. stoletja pred našim štetjem, običajno z živalmi v energičnih geometrijskih položajih, pogosto z robom, označenim s pikami ali robom. Zgodnji primeri so večinoma v mehkejših kamnih. Geme iz 6. stoletja so pogosteje ovalne, s skarabejem na zadnji strani (v preteklosti so to vrsto imenovali scarabaeus), človeške ali božanske figure ter živali; oblika skarabeja je bila očitno prevzeta iz Fenicije. Oblike so prefinjene za to obdobje, kljub običajno majhni velikosti draguljev. V 5. stoletju so dragulji postali nekoliko večji, vendar še vedno visoki le 2-3 centimetre. Kljub temu so prikazane zelo fine podrobnosti, vključno s trepalnicami na eni moški glavi, morda portret. Štirje dragulji, ki jih je podpisal Deksamen s Hiosa, so najboljši v tem obdobju, dva prikazujeta čaplje.
Reliefno rezbarjenje je postalo običajno v 5. stoletju pr. n. št. v Grčiji in postopoma je bila večina spektakularnih izrezljanih gem v zahodni tradiciji v reliefu, čeprav so sasanidske in druge tradicije ostale zveste globoki obliki. Na splošno je reliefna podoba bolj impresivna kot globoka ; v zgodnejši obliki je prejemnik dokumenta to videl v odtisnjenem pečatnem vosku, medtem ko je v poznejših reliefih lastnik pečata obdržal zase, kar verjetno označuje nastanek gem, namenjenih zbiranju ali nošenju kot obeski za nakit v ogrlicah in podobno, namesto da bi jih uporabljali kot pečate – kasnejši so včasih precej veliki, da bi jih uporabili za pečatenje pisem. Vendar pa so napisi običajno še vedno obrnjeni (zrcalno pisanje), tako da se pravilno berejo samo na odtisih (ali pri pogledu od zadaj s prozornimi kamni). Ta vidik delno pojasnjuje tudi zbiranje odtisov v mavcu ali vosku iz gem, ki jih je morda lažje ceniti kot izvirnik.
Videti je, da je kameja, ki je redka v obliki globokega tiska, prispela v Grčijo okoli 3. stoletja; Farnese Tazza je edini večji ohranjeni helenistični primer (odvisno od datuma, dodeljenega kameji Gonzaga – glej spodaj), vendar druge imitacije steklene paste s portreti kažejo, da so bile v tem obdobju izdelane kameje v obliki geme. Osvajanja Aleksandra Velikega so odprla nove trgovske poti v grški svet in povečala obseg razpoložljivih dragih kamnov. Rimske geme so na splošno nadaljevali helenistične sloge in jih je težko datirati, dokler njihova kakovost močno ne upade ob koncu 2. stoletja našega štetja. Včasih so prikazani filozofi; Cicero se nanaša na ljudi, ki imajo portrete svojih najljubših na svojih skodelicah in prstanih. Rimljani so izumili kamejsko steklo, najbolj znano po Portlandski vazi, kot cenejši material za kameje, ki je omogočal dosledne in predvidljive plasti na celo okroglih predmetih.
V evropskem srednjem veku so bile starinske vgravirane geme ena od klasičnih oblik umetnosti, ki je bila vedno zelo cenjena, veliko, a neznano število starodavnih gem (v nasprotju z večino ohranjenih klasičnih umetnin) ni bilo nikoli zakopano in nato izkopano. Geme so bile uporabljene za okrasitev dovršenih zlatarskih del, kot so votivne krone, knjižne platnice in križi, včasih zelo neprimerno glede na njihov predmet. Matthew Paris je ilustriral številne geme v lasti opatije St. Albans, vključno z eno veliko poznorimsko cesarsko kamejo (zdaj izgubljeno), imenovano Kaadmau, ki so jo uporabljali za spodbujanje prezgodnjih porodov – počasi so jo spuščali v ženski dekolte na verigi navzdol z molitvijo k svetemu Albanu, saj so verjeli, da bo dojenček zbežal navzdol, da bi mu ubežal, verovanje v skladu s pogledi »očeta mineralogije«, Georgija Agricole (1494–1555) na jaspis. Nekatere geme so bile vrezane, večinoma z verskimi prizori v globokem tisku, v obdobju tako v Bizancu kot v Evropi.
Na zahodu je proizvodnja oživela iz karolinškega obdobja, ko je bila kamena strela najpogostejši material. Lotarinški kristal (ali Suzannin kristal, Britanski muzej, premer 11,5 cm), ki očitno ni zasnovan za uporabo kot pečat, je najbolj znan izmed 20 ohranjenih karolinških velikih gem v globokem tisku s kompleksnimi figuralnimi prizori, čeprav je bila večina uporabljena za pečatenje. Več kristalov je bilo zasnovanih, kot je Suzannin kristal, da bi jih gledali skozi dragulj z nevgravirane strani, zato so bili njihovi napisi obrnjeni kot pečati. V oporokah in popisih so vgravirane geme pogosto imele čast na vrhu seznama zakladov.
Nekaj gem v izjemno učinkovitem spominjanju klasičnega sloga je bilo izdelanih v južni Italiji za dvor Friderika II., cesarja Svetega rimskega cesarstva v prvi polovici 13. stoletja, več jih je bilo izdelanih v Cabinet des Médailles v Parizu. Medtem je cerkev vodila razvoj velikih, pogosto dvostranskih kovinskih matrik za pečate za voščene pečate, ki so bili trajno pritrjeni na listine in podobne pravne dokumente, obešeni na vrvici, čeprav so bili manjši obročasti pečati, ki so se zlomili, ko je bilo pismo odprto ostali v uporabi. Ni jasno, v kolikšni meri se je to nadaljevalo tudi s praksami v starodavnem svetu.

## Renesančna oživitev
Poznosrednjeveški francoski in burgundski dvori so zbirali in naročali geme ter jih začeli uporabljati za portrete. Britanski muzej ima nekaj, kar je verjetno sedeči portret Janeza, vojvode Berryjskega, v globokem tisku na safirju, Ermitaž pa ima kamejo, glavo Karla VII. Francoskega.
Zanimanje je oživelo tudi v zgodnjerenesančni Italiji, kjer so Benetke kmalu postale posebno središče proizvodnje. Poleg rimskih kipov in sarkofagov, ki so bili na novo izkopani, so bile antične geme glavni viri za umetnike, ki so si želeli povrniti klasičen figurativni besednjak. Izdelane so bile ulite bronaste kopije gem, ki so krožile po Italiji in kasneje po Evropi. Med zelo številnimi primeri izposoje, ki jih je mogoče zanesljivo izslediti, je gema Felix ali Diomedes v lasti Lorenza Medičejskega (glej spodaj) z nenavadno pozo posnel Leonardo da Vinci in je morda predstavljal 'izhodišče' za enega od Michelangelovih ignudijev na stropu Sikstinske kapele. Še ena od Lorenzovih gem, verjetno preko Peruginove risbe, poze, ki jo uporablja Rafael.
Do 16. stoletja so izrezljane in gravirane geme vneto zbirali po Evropi za namenske cabinet of curiosities, njihova proizvodnja pa je oživela v klasičnih slogih; rezkarji gem iz 16. stoletja, ki so delali z istimi vrstami sardoniksa in drugih trdih kamnov ter uporabljali skoraj enake tehnike, so izdelali klasična dela gliptične umetnosti, ki so bila pogosto mišljena kot ponaredki, v takšni količini, da so ogrozili trg zanje, kot je opazila Gisela Richter leta 1922. Sir John Boardman še danes priznava, da »včasih ne moremo vedeti, ali to, kar gledamo, spada v 1. ali 15. stoletje našega štetja, kar je žalostno priznanje za vsakega umetnostnega zgodovinarja.« Druge renesančne geme razkrivajo njihov datum s prikazovanjem mitoloških prizorov iz literature, ki niso bili del vizualnega repertoarja v klasičnih časih, ali izposojo kompozicij iz renesančnih slik in uporabo »kompozicij s precej več figurami, kot bi jih kateri koli starodavni graver toleriral ali poskušal«. Med umetniki je bil bogati Rubens pomemben zbiratelj.

## Vzporedne tradicije
Vgravirane geme se pojavljajo v Svetem pismu, zlasti ko sta opisana hoshen in efod, ki ju je nosil veliki duhovnik; čeprav so bile te napisane z imeni Izraelovih rodov s črkami, ne pa s podobami. Nekaj prepoznavnih judovskih gem je preživelo iz klasičnega sveta, vključno s Perzijo, večinoma z imenom lastnika v hebrejščini, nekatere pa s simboli, kot je menora. Veliko gem je vpisanih v islamskem svetu, običajno z verzi iz Korana, včasih pa geme v zahodni tradiciji vsebujejo le napise.
Številne azijske in bližnjevzhodne kulture imajo svoje tradicije, čeprav je na primer pomembna kitajska tradicija izrezljanih dragih kamnov in trdih kamnov, zlasti rezbarjenja žada, širša od evropske osredotočenosti na ploščat kamen, ki se lahko prilega prstanu. Pečatno graviranje pokriva napis, ki je odtisnjen z žigosanjem, ki skoraj vedno vsebuje samo pisavo in ne slike. Drugi okras samega pečata ni bil namenjen reproduciranju.

## Ikonografija
Ikonografija gem je podobna ikonografiji kovancev, vendar bolj raznolika. Zgodnje geme večinoma prikazujejo živali. Bogovi, satiri in mitološki prizori so bili pogosti, slavni kipi pa so jih pogosto predstavljali – veliko sodobnega znanja o položajih izgubljenih grških kultnih kipov, kot je Atena Promahos, izhaja iz preučevanja gem, ki imajo pogosto jasnejše podobe kot kovanci. Grški dragulj iz 6.(?) stoletja pr. n. št. že prikazuje Ajanta, ki naredi samomor, z vpisanim njegovim imenom. Zgodba o Herakleju je bila tako kot v drugih umetnostih najpogostejši vir pripovednih tem. Prizor je lahko mišljen kot predmet zgodnjega arhaičnega dragulja in se zagotovo pojavi na primerih iz 6. stoletja iz poznejšega arhaičnega obdobja.
Portrete monarhov najdemo od helenističnega obdobja dalje, čeprav običajno nimajo identifikacijskih napisov, zato veliko lepih ni mogoče identificirati s temo. V rimskem cesarskem obdobju so portrete cesarske družine pogosto izdelovali za dvorni krog in mnogi od teh so preživeli, zlasti številne spektakularne kameje iz Avgustovega časa. Ker so zasebni predmeti, ki so jih brez dvoma izdelali umetniki, izurjeni v tradiciji helenističnih monarhij, je njihova ikonografija manj ovirana kot javna državna umetnost tistega obdobja glede prikazovanja božanskih lastnosti in spolnih zadev. Identiteta in interpretacija figur v Gemmi Augustei ostaja nejasna. Številne geme iz istega obdobja vsebujejo prizore, ki so očitno iz izgubljenega epa o plenjenju Troje, med katerimi je najboljši Dioskorides (Chatsworth House).ref>Hennig, 153, Boardman, 275-6</ref>
V renesansi in poznejših gemah še vedno prevladuje helenistični repertoar subjektov, čeprav so bili izdelani tudi portreti v sodobnih slogih.